# Гомес, Антониу Карлус
Антониу Карлус Гомес (порт. Antônio Carlos Gomes; 1836—1896), также часто Карлус Гомес (Гомис, порт. Carlos Gomes) — бразильский композитор, один из ярких представителей романтизма.

## Биография
Антониу Карлус Гомес родился 11 июля 1839 года в бразильском городе Кампинас.
Учился в Императорской консерватории Рио-де-Жанейро, затем, по инициативе императора Педру II, был отправлен в Милан, где стал учеником Лауро Росси. В 1866 году успешно сдал аттестацию в консерватории Милана, получив звание «Маэстро Композиции».
В последующие годы он жил и работал в Италии, где многие из его опер исполнялись в ведущих оперных театрах Европы.
Антониу Карлус Гомес женился на пианистке Аделине Пери (Adelina Peri), с которой познакомился в Милане.
В 1871 году Антониу Гомес основал в Рио-де-Жанейро театр «Национальная бразильская опера».
Большой успех имела опера Гомеса «Guarany», поставленная в театре «La Scala» в Милане (1870), в Санкт-Петербурге (1878) и других городах. Также он написал оперы «Fosca», «Salvator Rosa» и бразильский народный гимн «Il saluto del Brasile».
Антониу Карлус Гомес умер в 1896 году в городе Белене.